# Ogden High School
Ogden High School je střední škola v Ogdenu ve státě Utah. Každým rokem sem dochází přibližně 1 000 studentů. Architektem hlavní budovy školy byl Leslie S. Hodgson a je zapsána do národního registru historických budov. Natáčely se zde filmy Three O'Clock High (1987) a Šílená jízda (1999).